# Episodi di Jamie Johnson (seconda stagione)
Gli episodi della seconda stagione di Jamie Jonhson, sono trasmessi su RaiGulp, nell'anno 2018.
| n. | Titolo Originale         | Titolo Italia                 | Prima TV Originale | Prima TV Italia |
| -- | ------------------------ | ----------------------------- | ------------------ | --------------- |
| 1  | Hero to Zero             | Eroe a Zero                   | 2017               | 2018            |
| 2  | Anger Management         | Gestione della rabbia         | 2017               | 2018            |
| 3  | The Scout                | Lo Scout                      | 2017               | 2018            |
| 4  | Trial and Error          | Prova ed errore               | 2017               | 2018            |
| 5  | The No-Boggy             | Il No-Boggy                   | 2017               | 2018            |
| 6  | Watch Me Fly             | Guardami volare               | 2017               | 2018            |
| 7  | Dad Trouble              | Papà nei guai                 | 2017               | 2018            |
| 8  | They Think It's All Over | Pensando che sia tutto finito | 2017               | 2018            |
| 9  | Second Chances           | Seconde possibilità           | 2017               | 2018            |
| 10 | End Game                 | Fine del gioco                | 2017               | 2018            |